# Julius Erving
Julius Winfield Erving II (Nassau County (New York), 22 februari 1950), algemeen bekend onder de bijnaam Dr. J, is een voormalig Amerikaanse basketbalspeler. Erving heeft een grote bijdrage geleverd aan het moderne basketbal, waarin atletisch vermogen, springen en het spelen boven het niveau van de basket steeds belangrijker werd.
Erving was in 1976, op het moment van samengaan met de NBA, de bekendste speler in de American Basketball Association (ABA). Hij won, in ABA en NBA tezamen, drie kampioenschappen en vier Most Valuable Player Awards. In drie seizoenen voerde hij de topscorerslijst aan. Dat deed hij tijdens het spelen met de Virginia Squires en de New York Nets in de ABA, en de Philadelphia 76ers in de NBA. Hij is met 30.026 punten (NBA en ABA gecombineerd) de achtste hoogste scorer in de professionele basketbalgeschiedenis. Hij is de enige speler die in zowel de ABA als de NBA werd verkozen tot meest waardevolle speler. In 1996 werd Erving geëerd als een van de 50 beste NBA-spelers aller tijden, waarvan in dat jaar ter ere van het 50-jarig bestaan van de NBA een lijst werd opgesteld. In 1993 werd hij toegevoegd aan de Basketball Hall of Fame.
Erving wordt door velen beschouwd als een van de beste basketballers ooit. Hij stond bekend om zijn dunk vanaf de vrije worplijn. Hij was een van de beste dunkers aller tijden. Zijn bekendste dunk was de "slam" dunk. Sindsdien is deze beweging uitgegroeid tot een vast begrip in basketbal en wordt door de meesten gezien als een fundamenteel onderdeel van het spel. Hij wordt ook gecrediteerd met het maken van de "cross-over"-dribble en de "no look"-pass.
4 Ladner · 
5 Paultz · 
12 Gale · 
14 Taylor · 
15 Schaeffer · 
23 Williamson · 
25 Melchionni · 
32 Erving · 
35 Kenon · 
40 Sojourner · 
44 O'Brien · 
Coach Loughery
11 Bucci · 
12 Terry · 
14 Taylor · 
21 Bassett · 
22 Eakins · 
23 Williamson · 
24 McClain · 
25 Melchionni · 
30 Skinner · 
32 Erving · 
33 Jones · 
35 Hughes · 
Coach Loughery
2 Malone · 
4 Richardson · 
6 Erving · 
8 Iavaroni · 
10 Cheeks · 
14 Edwards · 
22 Toney · 
24 Jones · 
25 Cureton · 
31 McNamara · 
33 R. Johnson · 
45 C. Johnson · 
Coach Cunningham